# غلستان (إيران)
غلستان (بالفارسية: گلستان) هي مدينة تقع في إيران في Golestan District. يقدر عدد سكانها بـ 231,882 نسمة .

## المناخ
يظهر الجدول التالي التغييرات المناخية على مدار السنة لغلستان:
| البيانات المناخية لـغلستان                | البيانات المناخية لـغلستان | البيانات المناخية لـغلستان | البيانات المناخية لـغلستان | البيانات المناخية لـغلستان | البيانات المناخية لـغلستان | البيانات المناخية لـغلستان | البيانات المناخية لـغلستان | البيانات المناخية لـغلستان | البيانات المناخية لـغلستان | البيانات المناخية لـغلستان | البيانات المناخية لـغلستان | البيانات المناخية لـغلستان | البيانات المناخية لـغلستان |
| الشهر                                     | يناير                      | فبراير                     | مارس                       | أبريل                      | مايو                       | يونيو                      | يوليو                      | أغسطس                      | سبتمبر                     | أكتوبر                     | نوفمبر                     | ديسمبر                     | المعدل السنوي              |
| ----------------------------------------- | -------------------------- | -------------------------- | -------------------------- | -------------------------- | -------------------------- | -------------------------- | -------------------------- | -------------------------- | -------------------------- | -------------------------- | -------------------------- | -------------------------- | -------------------------- |
| متوسط درجة الحرارة الكبرى °م (°ف)         | 5.3 (41.5)                 | 7 (45)                     | 11.3 (52.3)                | 17.9 (64.2)                | 24 (75)                    | 29.1 (84.4)                | 31.3 (88.3)                | 31.6 (88.9)                | 27.6 (81.7)                | 21.3 (70.3)                | 14.8 (58.6)                | 8.3 (46.9)                 | 19.1 (66.4)                |
| المتوسط اليومي °م (°ف)                    | −0.8 (30.6)                | 1.5 (34.7)                 | 5.2 (41.4)                 | 11.3 (52.3)                | 16.8 (62.2)                | 20.9 (69.6)                | 23.3 (73.9)                | 23 (73)                    | 18.7 (65.7)                | 12.9 (55.2)                | 7.4 (45.3)                 | 2.6 (36.7)                 | 11.9 (53.4)                |
| متوسط درجة الحرارة الصغرى °م (°ف)         | −6.8 (19.8)                | −3.9 (25.0)                | −0.8 (30.6)                | 4.7 (40.5)                 | 9.6 (49.3)                 | 12.8 (55.0)                | 15.3 (59.5)                | 14.4 (57.9)                | 9.8 (49.6)                 | 4.5 (40.1)                 | 0 (32)                     | −3 (27)                    | 4.7 (40.5)                 |
| الهطول مم (إنش)                           | 28 (1.1)                   | 33 (1.3)                   | 53 (2.1)                   | 50 (2.0)                   | 32 (1.3)                   | 7 (0.3)                    | 1 (0.0)                    | 1 (0.0)                    | 2 (0.1)                    | 14 (0.6)                   | 17 (0.7)                   | 20 (0.8)                   | 258 (10.3)                 |
| المصدر: Climate-Data.org, altitude: 1238m |                            |                            |                            |                            |                            |                            |                            |                            |                            |                            |                            |                            |                            |